# Addy Valero
Addy Coromoto Valero Velandria (17 de julio de 1969-Mérida, Venezuela, 22 de enero de 2020) fue una política venezolana.

## Carrera
Valero fue concejal del municipio Tulio Febres Cordero en Mérida y se desempeñó como presidenta del concejo municipal. Posteriormente fue elegida como diputada para la Asamblea Nacional de Venezuela por el partido Acción Democrática por el circuito 2 del estado Mérida. En la Asamblea Valero fue integrante de la Comisión Permanente de la Familia y la subcomisión permanente del Adulto Mayor.
A Valero se le diagnosticó cáncer de cuello uterino en estadio IIIB en 2017, y no contaba con los recursos suficientes para cubrir el costo de su tratamiento, que además se paga en divisas. El 18 de marzo de 2019 se inició una campaña en la plataforma de recaudación de fondos GoFundMe, estableciendo como meta cuarenta mil dólares.
La Asamblea Nacional denunció que Valero fue una de las diputadas a quienes se les ofreció dinero para retirar su apoyo a la reelección del presidente de la Asamblea, Juan Guaidó, y que se le ofrecieron condiciones médicas para su estado de salud, ofertas que rechazó.

## Muerte
Valero falleció en Mérida a los cincuenta años el 22 de enero de 2020 como consecuencia del cáncer de cuello de útero que le fue diagnosticado dos años antes.